# Domessin
Domessin est une commune française située dans le département de la Savoie, en région Auvergne-Rhône-Alpes.

## Géographie

### Situation et description
La commune de Domessin est située à 340 mètres d'altitude, elle présente un relief vallonné ouvrant vues sur les derniers contreforts du Jura et le massif de la Chartreuse. Un peu plus de 1 800 habitants occupent plus de 30 hameaux répartis sur 986 hectares d'un cadre verdoyant dans une campagne au caractère typiquement bocager. Les deux rivières, le Guiers et le Thiers, la bordant dans ses limites sud-ouest et nord.

### Climat
Pour des articles plus généraux, voir Climat d'Auvergne-Rhône-Alpes et Climat de la Savoie.
En 2010, le climat de la commune est de type climat des marges montargnardes, selon une étude du Centre national de la recherche scientifique s'appuyant sur une série de données couvrant la période 1971-2000. En 2020, Météo-France publie une typologie des climats de la France métropolitaine dans laquelle la commune est exposée à un climat de montagne ou de marges de montagne et est dans la région climatique Alpes du nord, caractérisée par une pluviométrie annuelle de 1 200 à 1 500 mm, irrégulièrement répartie en été.
Pour la période 1971-2000, la température annuelle moyenne est de 10,9 °C, avec une amplitude thermique annuelle de 19,2 °C. Le cumul annuel moyen de précipitations est de 1 330 mm, avec 10 jours de précipitations en janvier et 7,6 jours en juillet. Pour la période 1991-2020, la température moyenne annuelle observée sur la station météorologique de Météo-France la plus proche, « Pont-de-Beauvoisin », sur la commune du Pont-de-Beauvoisin à 3 km à vol d'oiseau, est de 11,8 °C et le cumul annuel moyen de précipitations est de 1 166,3 mm,. Pour l'avenir, les paramètres climatiques de la commune estimés pour 2050 selon différents scénarios d'émission de gaz à effet de serre sont consultables sur un site dédié publié par Météo-France en novembre 2022.

### Hydrographie
Le Guiers, d'une longueur de 50 kilomètres, borde le territoire communal dans sa partie occidentale, avant de rejoindre le Rhône sur le territoire de la commune voisine d'Aoste, situé plus au nord.

### Voies de communication
L'ancienne Route nationale 6 relie Lyon à Chambéry, puis à la frontière italienne, a été déclassée en route départementale 1006 (RD 1006) dans les départements français de l'Isère et de la Savoie. C'est cette route qui traverse le sud du territoire communal selon un axe est-ouest.

## Urbanisme

### Typologie
Au 1er janvier 2024, Domessin est catégorisée commune rurale à habitat dispersé, selon la nouvelle grille communale de densité à sept niveaux définie par l'Insee en 2022.
Elle appartient à l'unité urbaine du Pont-de-Beauvoisin, une agglomération inter-départementale regroupant treize  communes, dont elle est ville-centre,,. Par ailleurs la commune fait partie de l'aire d'attraction de Chambéry, dont elle est une commune de la couronne,. Cette aire, qui regroupe 115 communes, est catégorisée dans les aires de 200 000 à moins de 700 000 habitants,.

### Occupation des sols
L'occupation des sols de la commune, telle qu'elle ressort de la base de données européenne d’occupation biophysique des sols Corine Land Cover (CLC), est marquée par l'importance des territoires agricoles (80,6 % en 2018), en diminution par rapport à 1990 (88,1 %). La répartition détaillée en 2018 est la suivante : 
zones agricoles hétérogènes (43,2 %), terres arables (22,8 %), prairies (14,6 %), zones urbanisées (11,5 %), forêts (6,6 %), zones industrielles ou commerciales et réseaux de communication (1,3 %).
L'IGN met par ailleurs à disposition un outil en ligne permettant de comparer l’évolution dans le temps de l’occupation des sols de la commune (ou de territoires à des échelles différentes). Plusieurs époques sont accessibles sous forme de cartes ou photos aériennes : la carte de Cassini (XVIIIe siècle), la carte d'état-major (1820-1866) et la période actuelle (1950 à aujourd'hui).

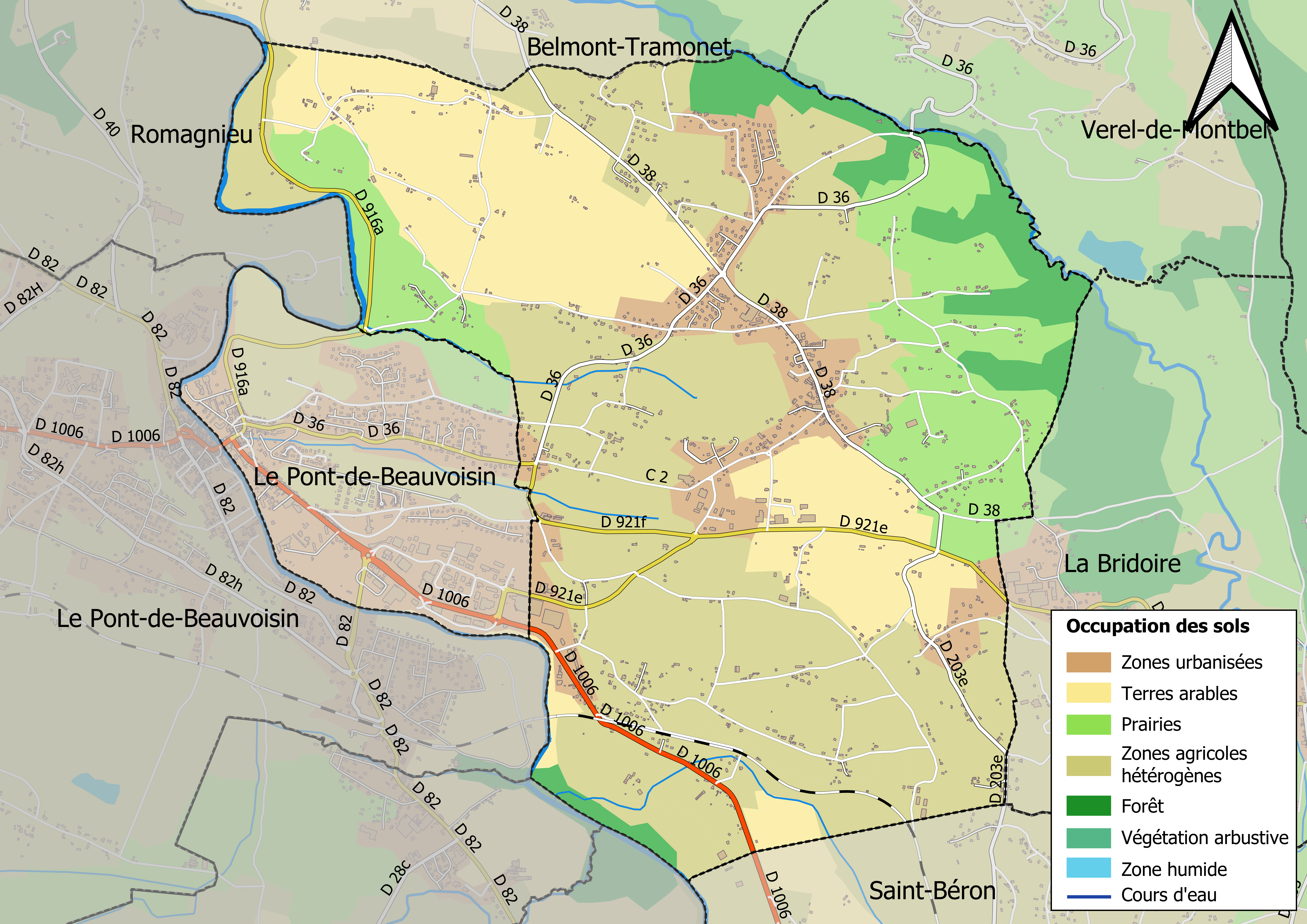
Carte des infrastructures et de l'occupation des sols en 2018 (CLC) de la commune.
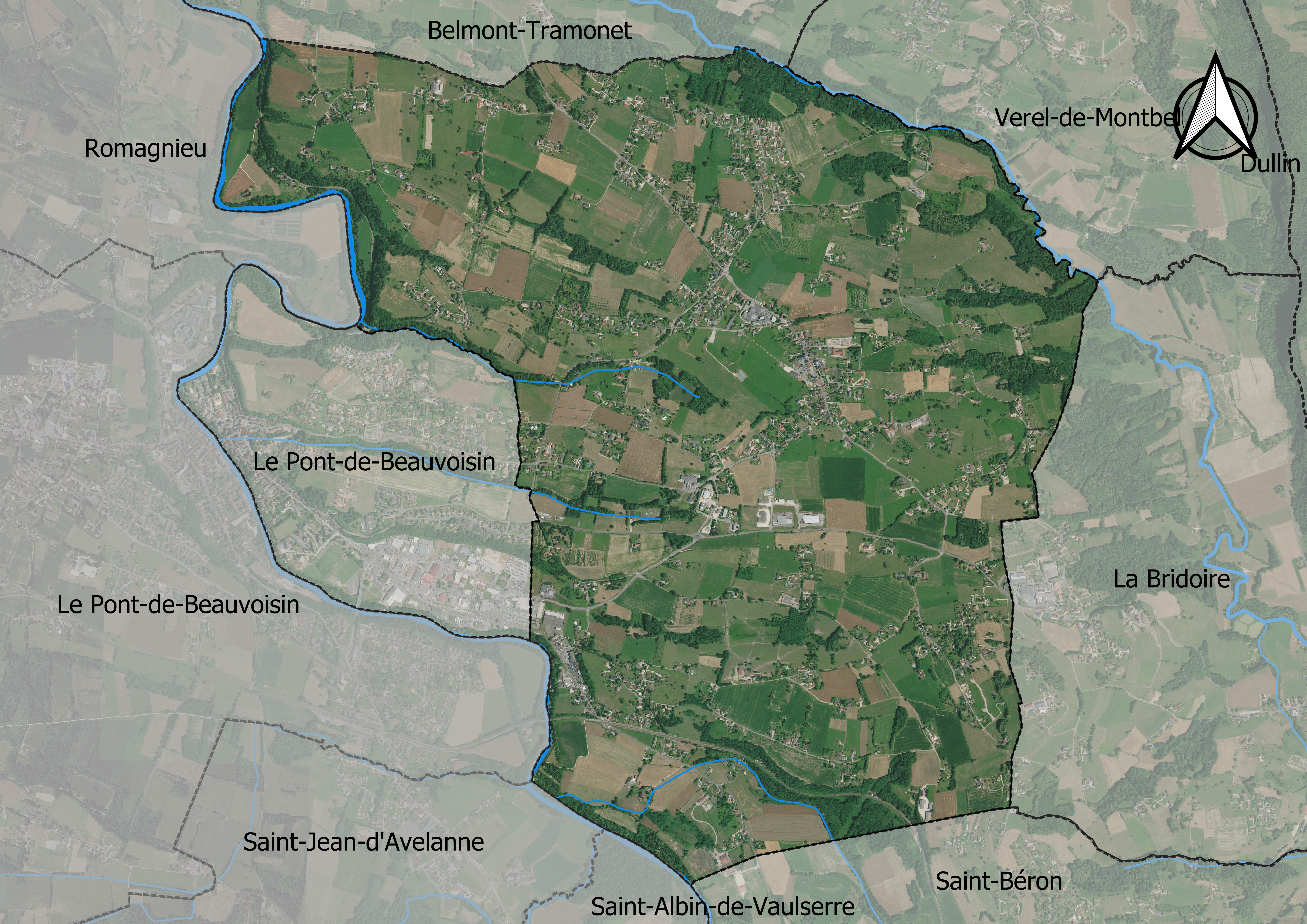
Carte orthophotogrammétrique de la commune.

### Lieux-dits et écarts
Avec une urbanisation très éparpillée, la commune compte de nombreux lieux-dits administratifs répertoriés consultables ici
- au Bouvard
- aux Terres
- Chef-lieu
- Cret Magnin
- Gatta Pays
- Gubin
- l étang
- la Chapelle
- la Cicatiere
- la Deserte
- la Gourdiniere
- la Grande Piece
- la Lintonniere
- la Martiniere
- la Perronniere
- la Peya
- la Plantaz
- la Rippaz
- la Rubatiere
- la Sage
- la Visite
- le Bas Guillot
- le Bas Magnin
- le Blanc
- le Boisset
- le Bonnard
- le Boudrier
- le Bourg
- le Bouvier
- le Buis
- le Burchon
- le Buyat
- le Chaney
- le Chanterel
- le Chapelier
- le Chapelu
- le Cheval Blanc
- le Coin d’Herse
- le Croibier
- le Cumon
- le Cusin
- le Dezin
- le Falque
- le Fouillu
- le Gallien
- le Gazon
- le Genin
- le Godet
- le Guillot
- le Gunin
- le Jardy
- le Lombard
- le Magnin
- le Millet
- le Mollard
- Le Nugue
- Le Pontet
- le Revillet
- le Roulet
- le Vieux Chateau
- le Vincent
- les Aleras
- les Boissieres
- les Charmettes
- les Combes
- les Combettes
- les Envers
- les Francais
- les Grandes Vignes
- Lorissol
- Planaise
- Pré Bachet
- sous la Cote
- sur la Cote
- sur le Chaney

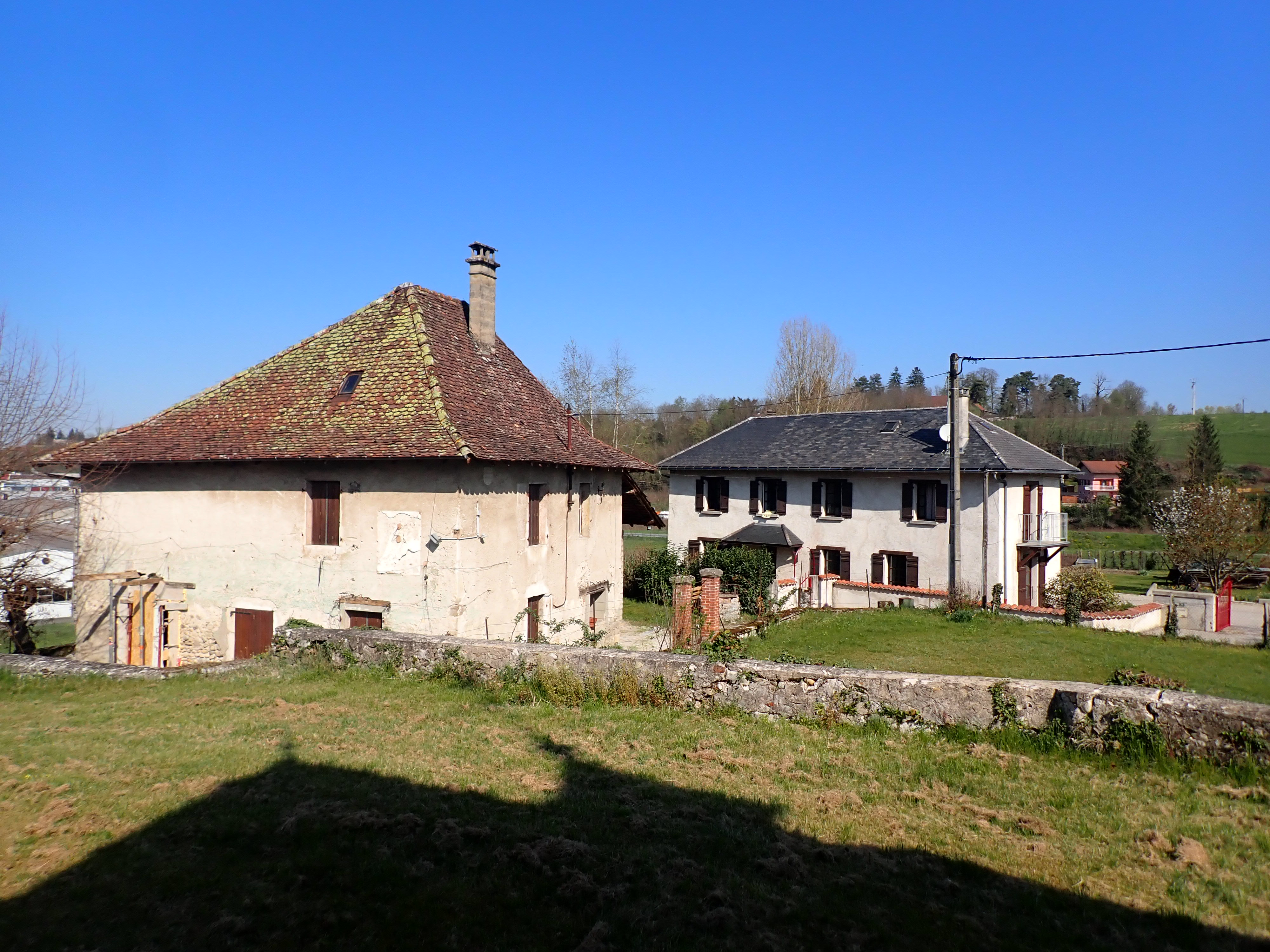
la Chapelle.
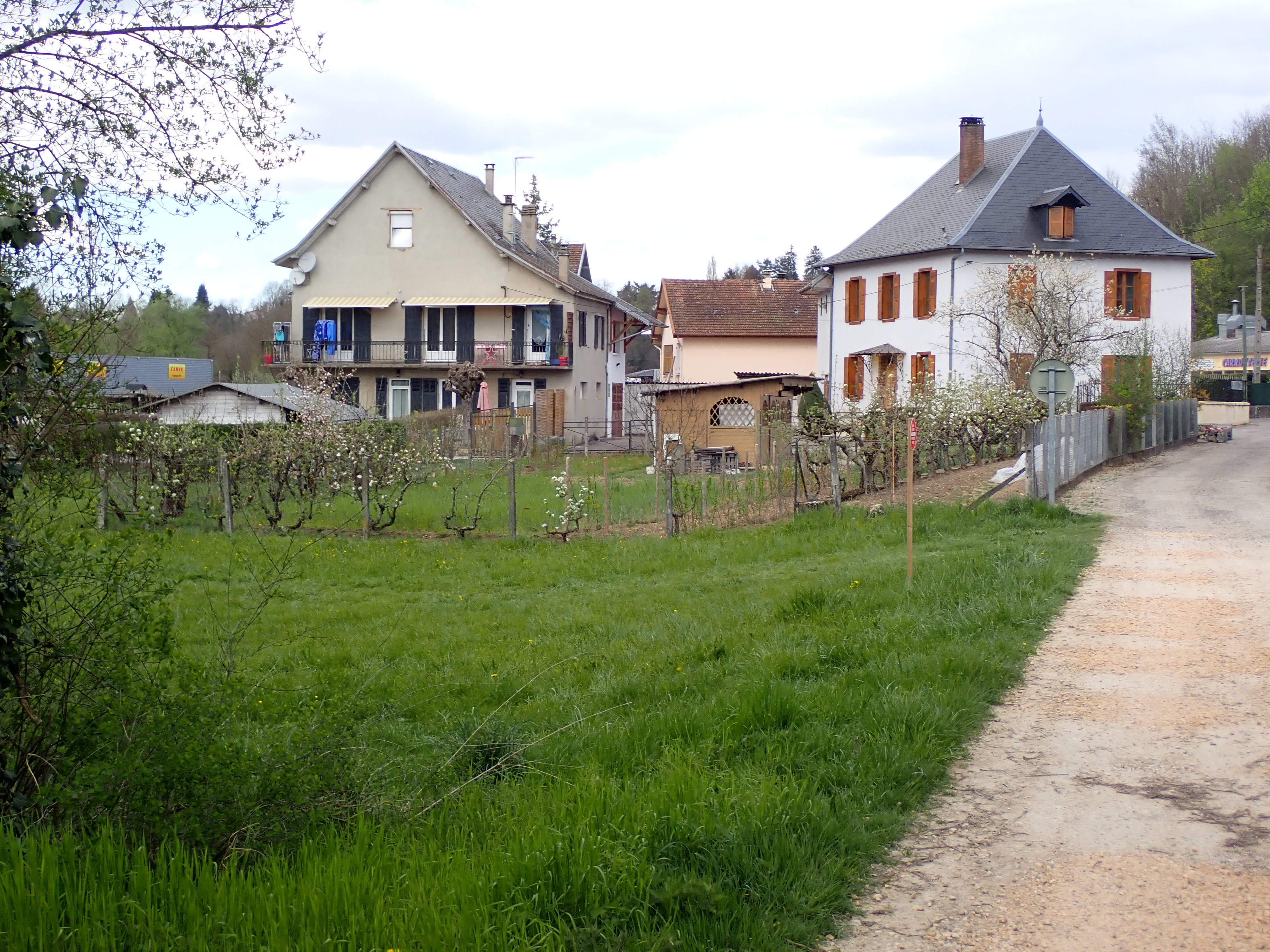
le Cumon.
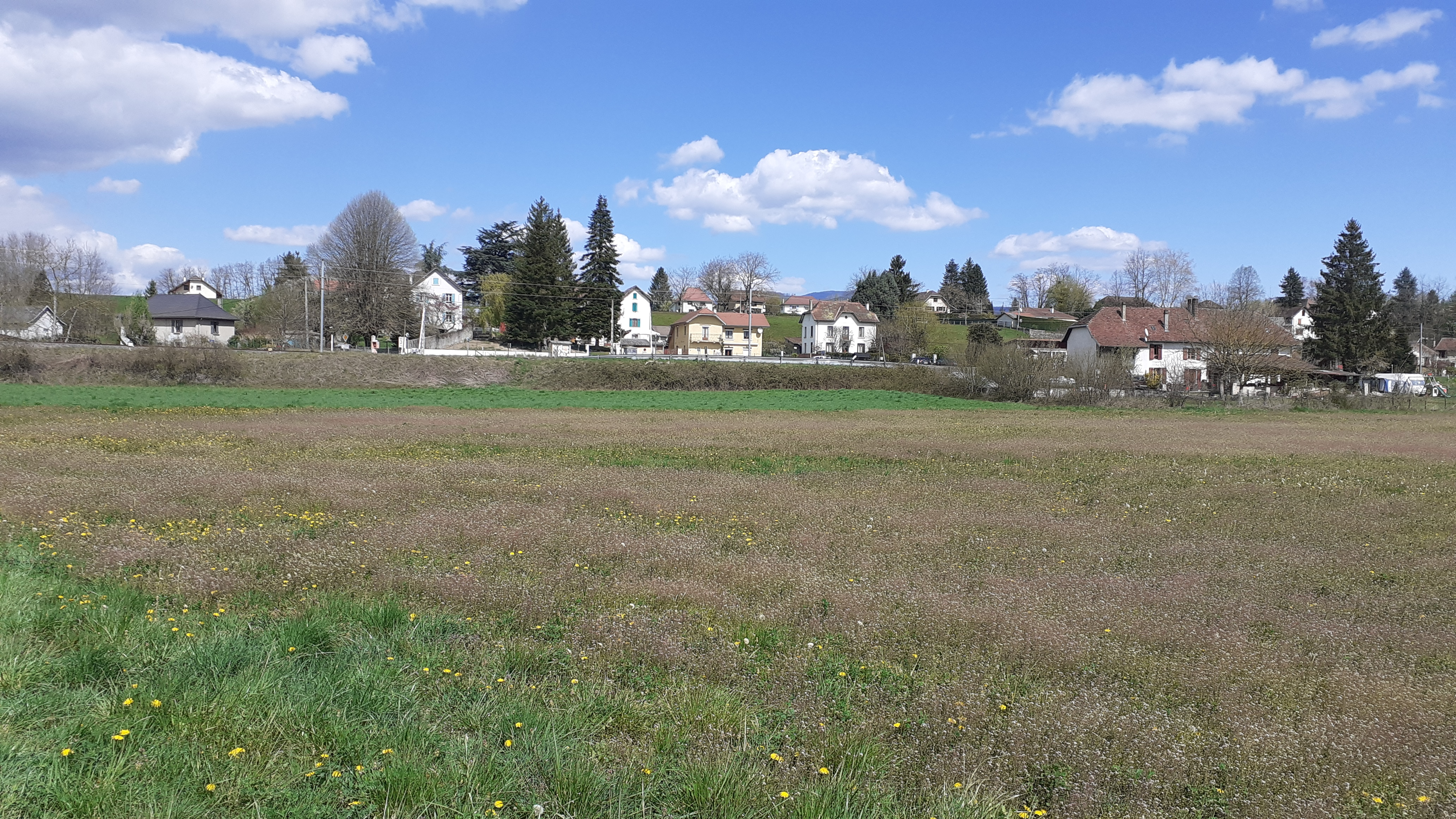
le Blanc depuis le Bonnard.
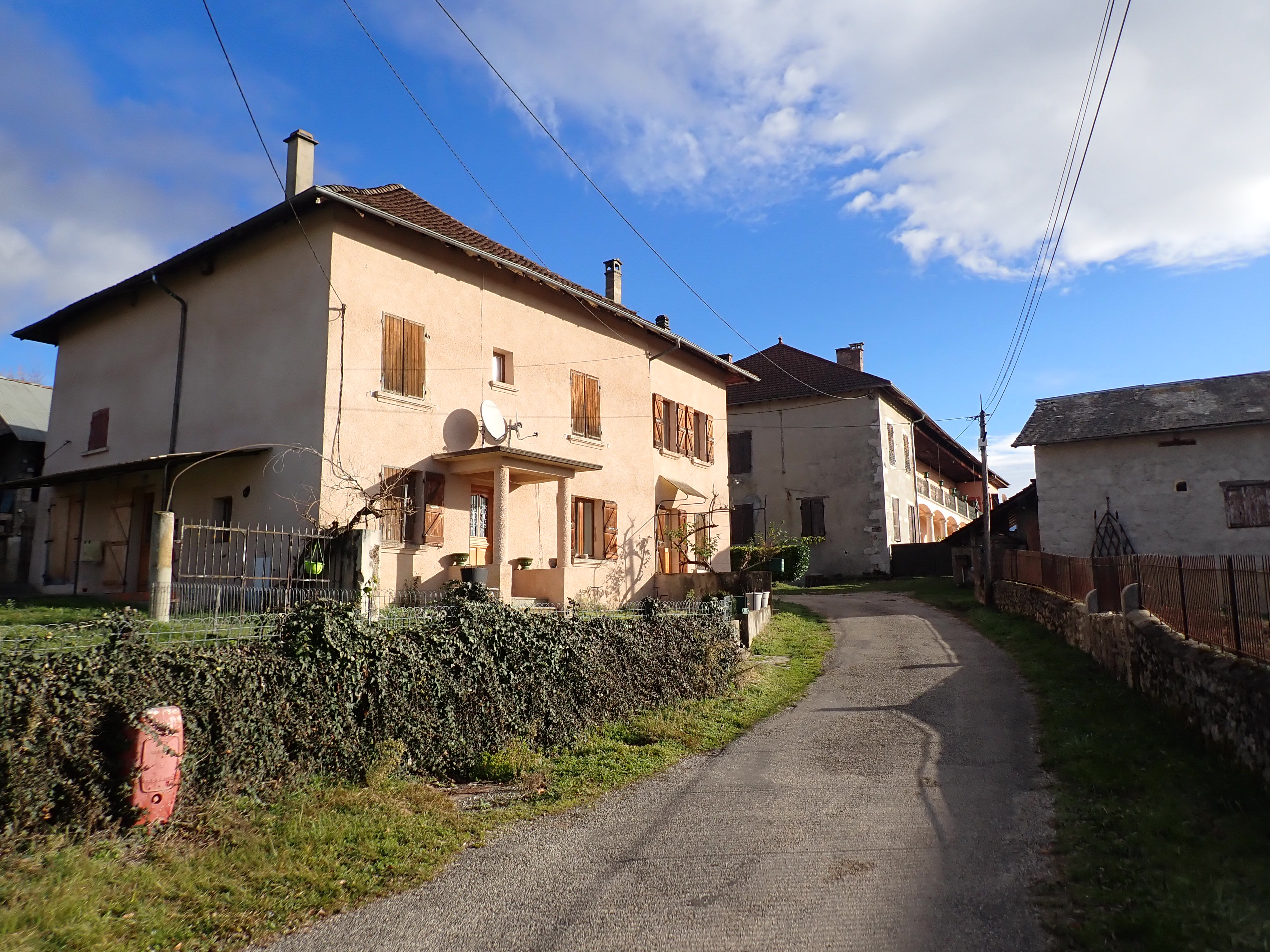
le Fouillu.

## Toponymie
- Domaissin en 1121, Domeyssinum en 1356, Domessinum en 1357.

En francoprovençal, le nom de la commune s'écrit Domshin, selon la graphie de Conflans.

## Histoire
Au cours de la période d'occupation du duché de Savoie par les troupes révolutionnaires françaises, à la suite du rattachement de 1792, la commune appartient au canton de Pont-de-Beauvoisin, au sein du département du Mont-Blanc.

## Politique et administration

### Liste des maires
| Période                                  | Période   | Identité         | Étiquette | Qualité                                                               |
| ---------------------------------------- | --------- | ---------------- | --------- | --------------------------------------------------------------------- |
| Les données manquantes sont à compléter. |           |                  |           |                                                                       |
| mars 1971                                | mars 1983 | Gabriel Gaillard | SE        |                                                                       |
| mars 1983                                | mars 1989 | Maurice Cambet   | SE        |                                                                       |
| mars 1989                                | mai 2020  | Gilbert Guigue   | SE        | Conseiller général du canton du Pont-de-Beauvoisin (depuis mars 2011) |
| mai 2020                                 | En cours  | Valérie André    | SE        |                                                                       |

## Population et société

### Démographie
L'évolution du nombre d'habitants est connue à travers les recensements de la population effectués dans la commune depuis 1793. Pour les communes de moins de 10 000 habitants, une enquête de recensement portant sur toute la population est réalisée tous les cinq ans, les populations de référence des années intermédiaires étant quant à elles estimées par interpolation ou extrapolation. Pour la commune, le premier recensement exhaustif entrant dans le cadre du nouveau dispositif a été réalisé en 2005.

En 2022, la commune comptait 1 999 habitants, en évolution de +8,23 % par rapport à 2016 (Savoie : +3,63 %, France hors Mayotte : +2,11 %).
| 1793  | 1800  | 1806  | 1822  | 1838  | 1848  | 1858  | 1861  | 1866  |
| ----- | ----- | ----- | ----- | ----- | ----- | ----- | ----- | ----- |
| 1 100 | 1 129 | 1 310 | 1 200 | 1 381 | 1 521 | 1 455 | 1 372 | 1 357 |

| 1872  | 1876  | 1881  | 1886  | 1891  | 1896  | 1901  | 1906  | 1911  |
| ----- | ----- | ----- | ----- | ----- | ----- | ----- | ----- | ----- |
| 1 339 | 1 347 | 1 306 | 1 340 | 1 289 | 1 262 | 1 250 | 1 216 | 1 219 |

| 1921  | 1926  | 1931  | 1936  | 1946 | 1954  | 1962 | 1968 | 1975 |
| ----- | ----- | ----- | ----- | ---- | ----- | ---- | ---- | ---- |
| 1 041 | 1 063 | 1 008 | 1 017 | 980  | 1 027 | 954  | 971  | 995  |

| 1982  | 1990  | 1999  | 2005  | 2006  | 2010  | 2015  | 2020  | 2022  |
| ----- | ----- | ----- | ----- | ----- | ----- | ----- | ----- | ----- |
| 1 130 | 1 271 | 1 367 | 1 461 | 1 502 | 1 748 | 1 839 | 1 929 | 1 999 |

### Enseignement
La commune relève de l'académie de Grenoble.

## Culture locale et patrimoine

### Lieux et monuments
- L'église Saint-Roch (consacrée en 1897).
- La chapelle Notre-Dame-des-Sept-Douleurs (XIXe siècle).

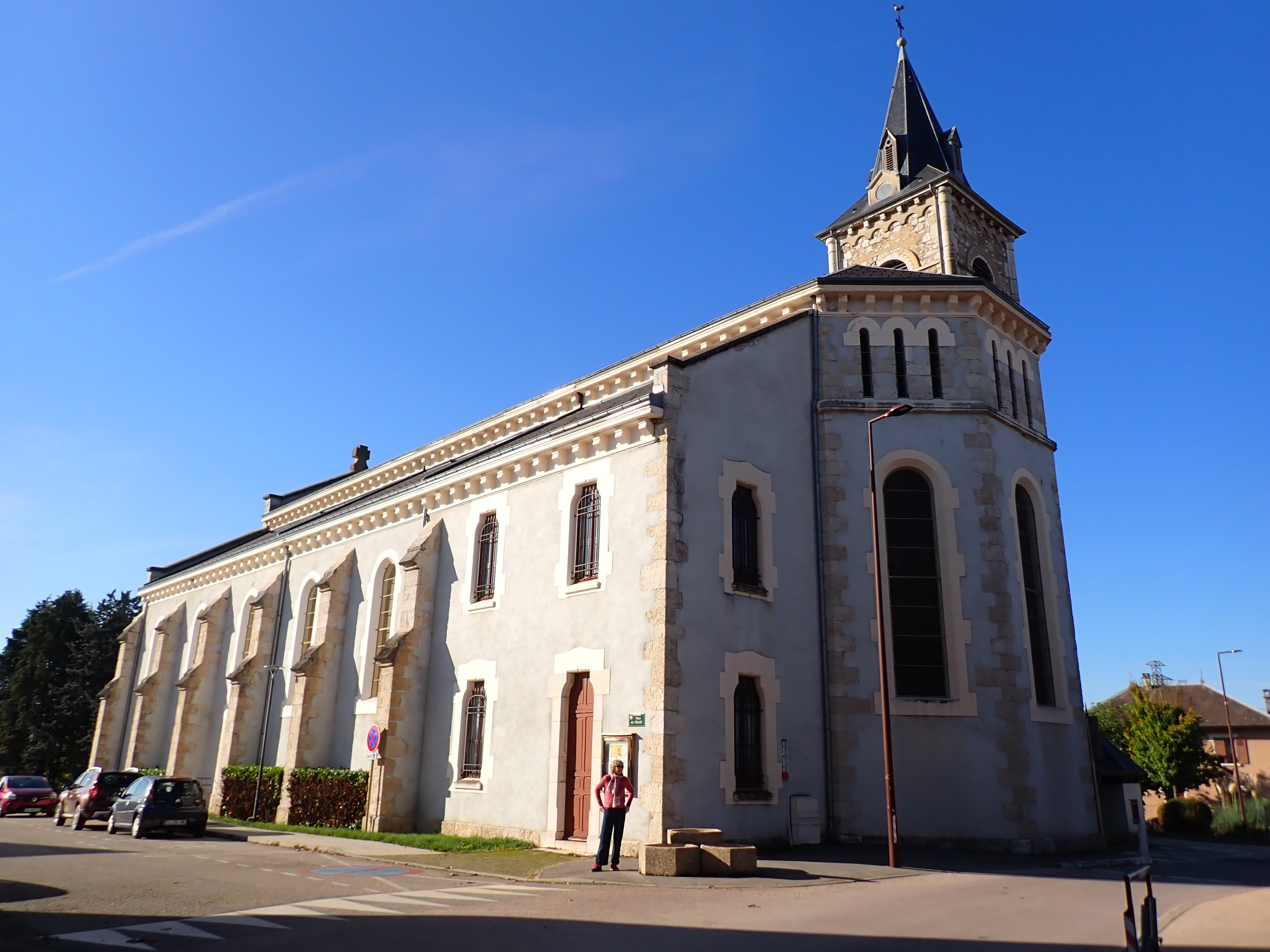
Église Saint-Roch.
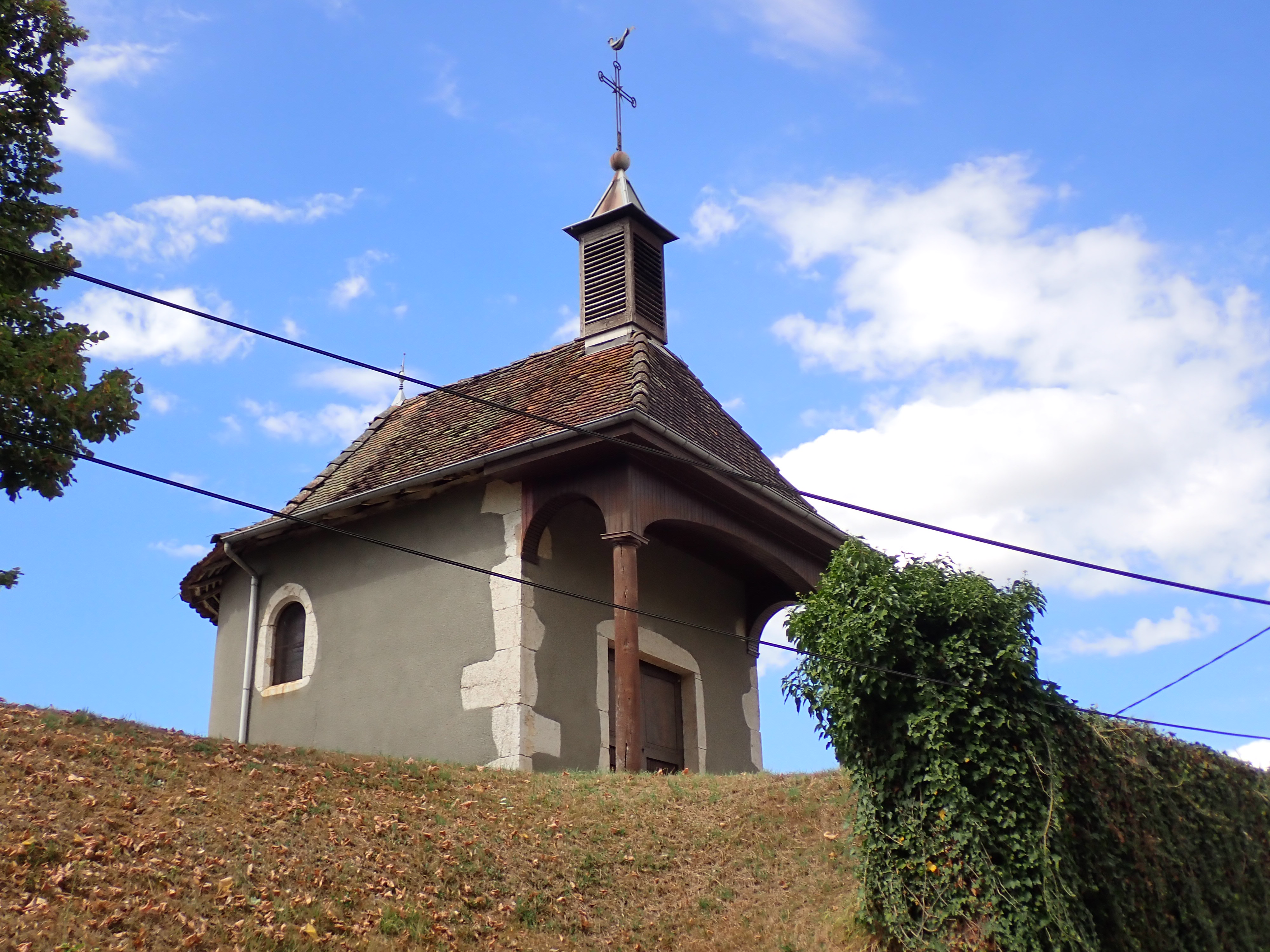
Notre-Dame-des-Sept-Douleurs.

- De nombreux carrefours sont marqués par des croix de chemins du XIXe siècle.

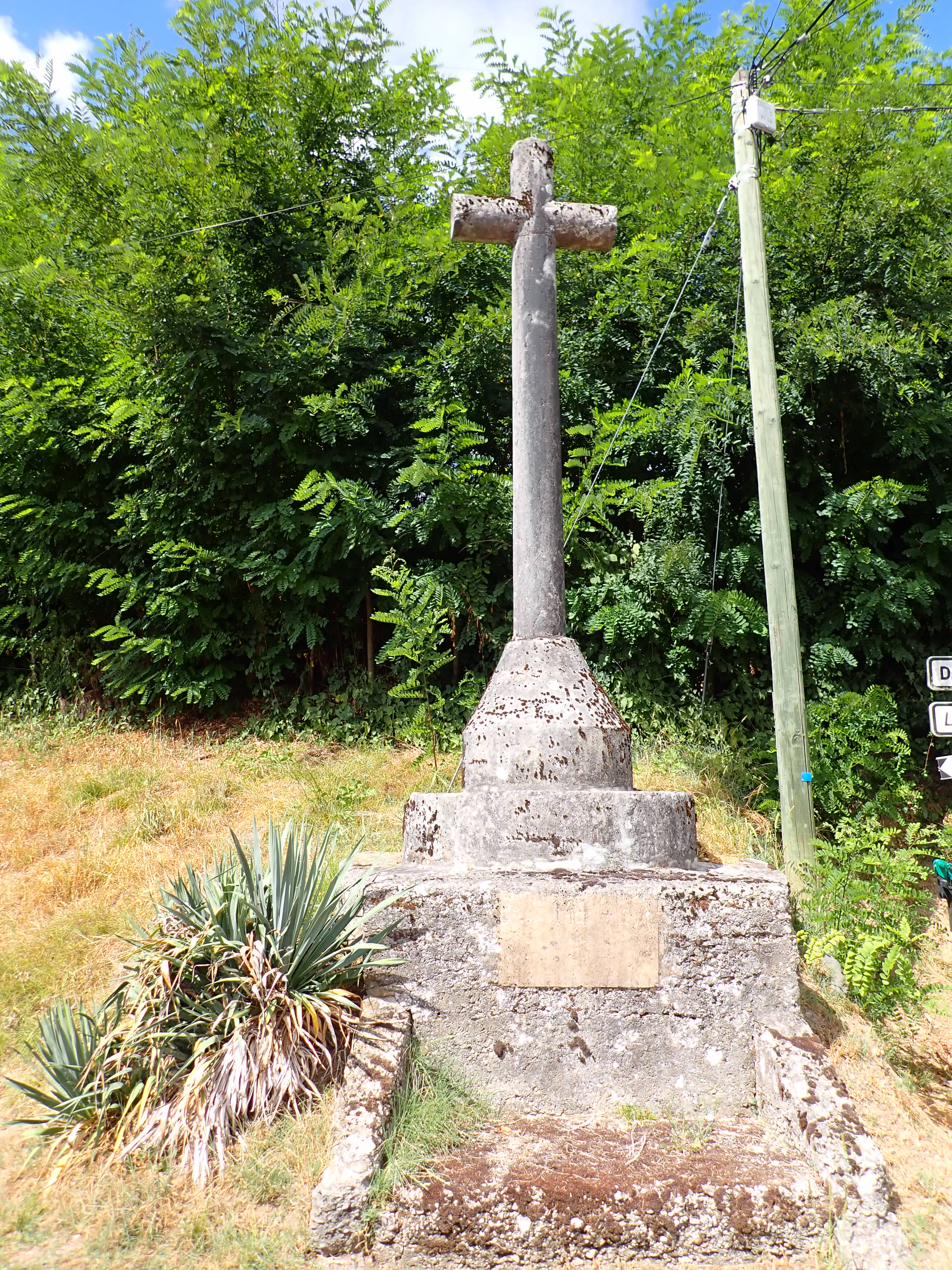
Croix du Lombard.
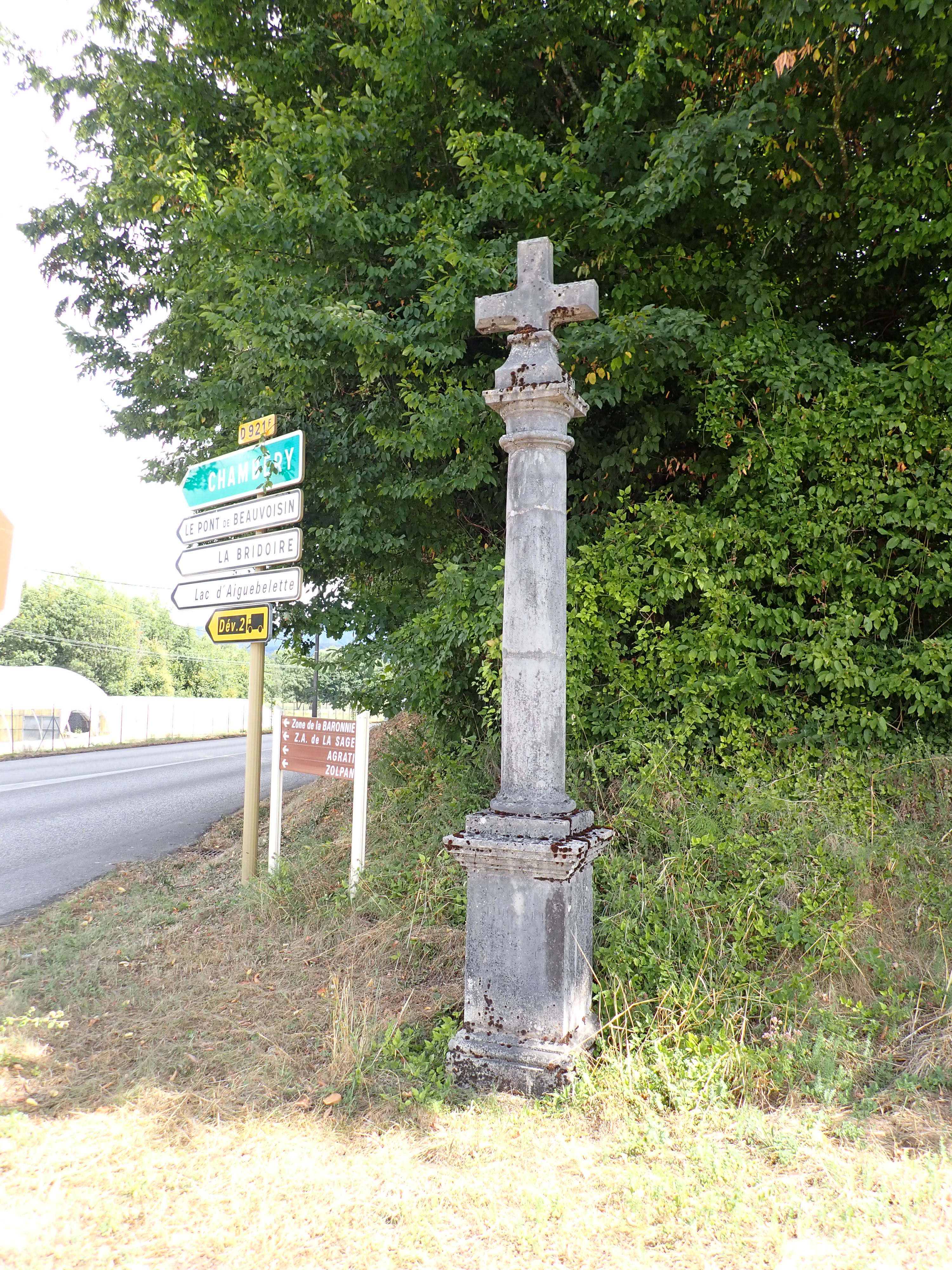
Croix Jean Monnet, 1822.
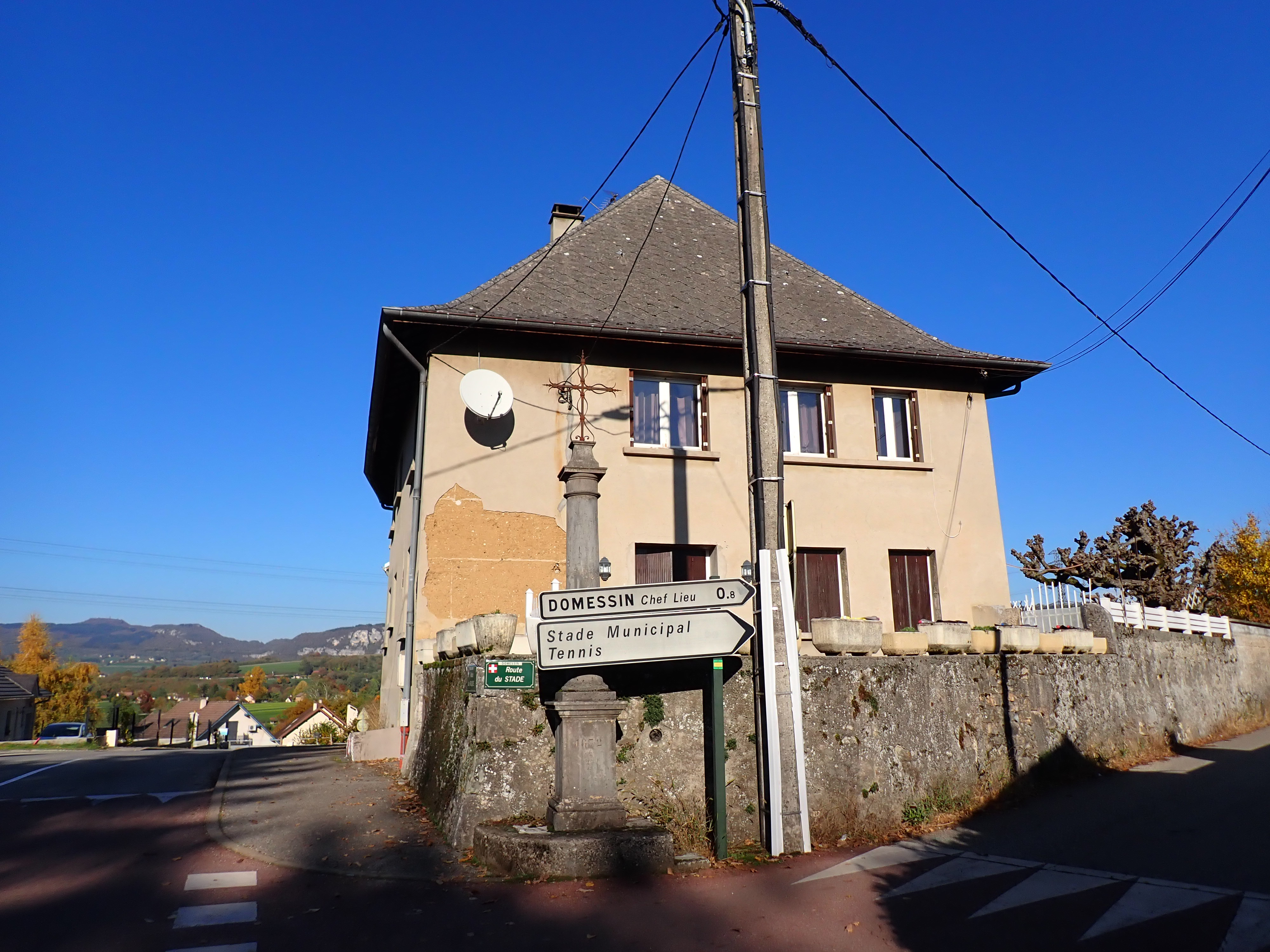
Le Buis, 1872.
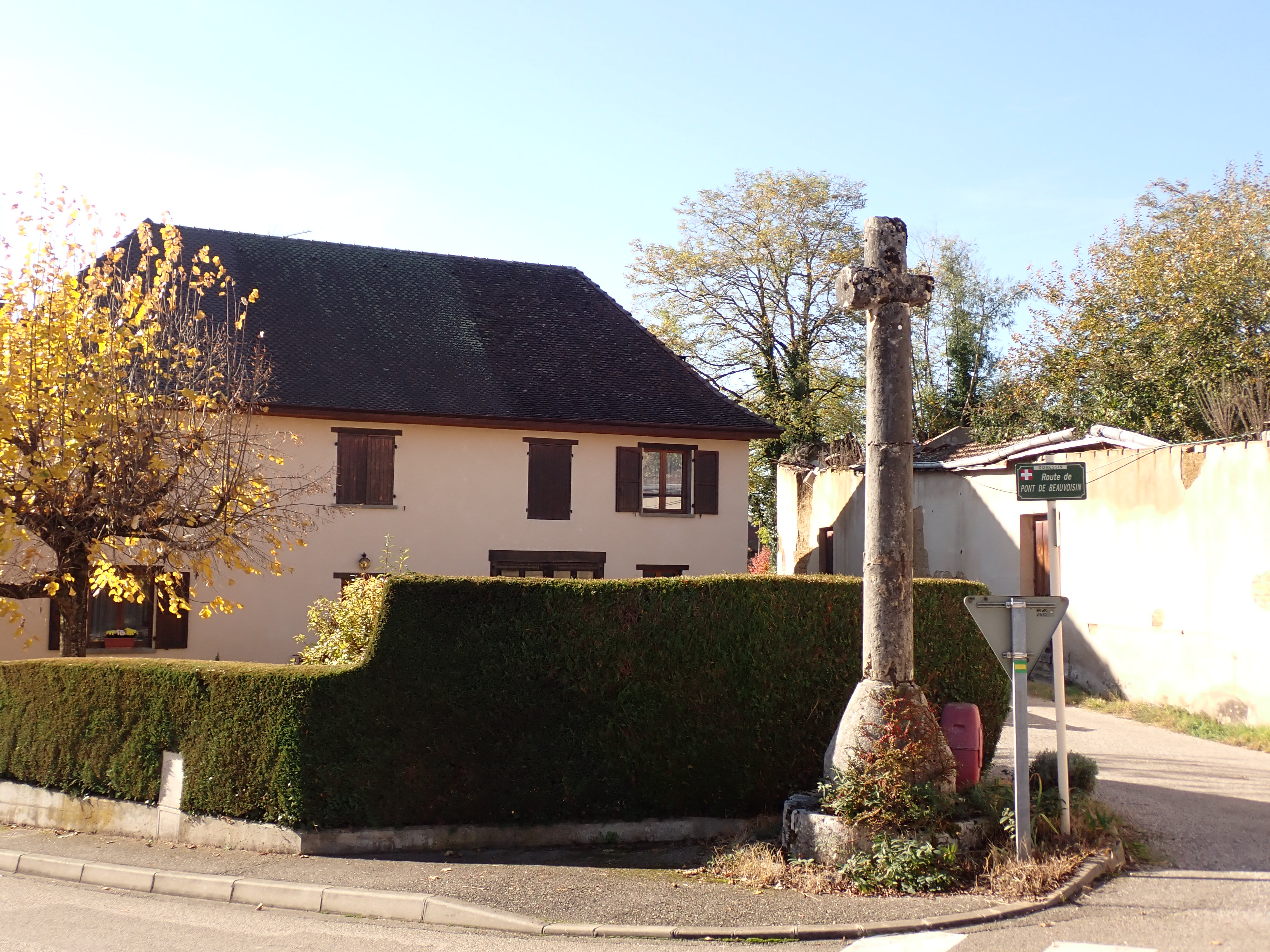
Le Revillet.
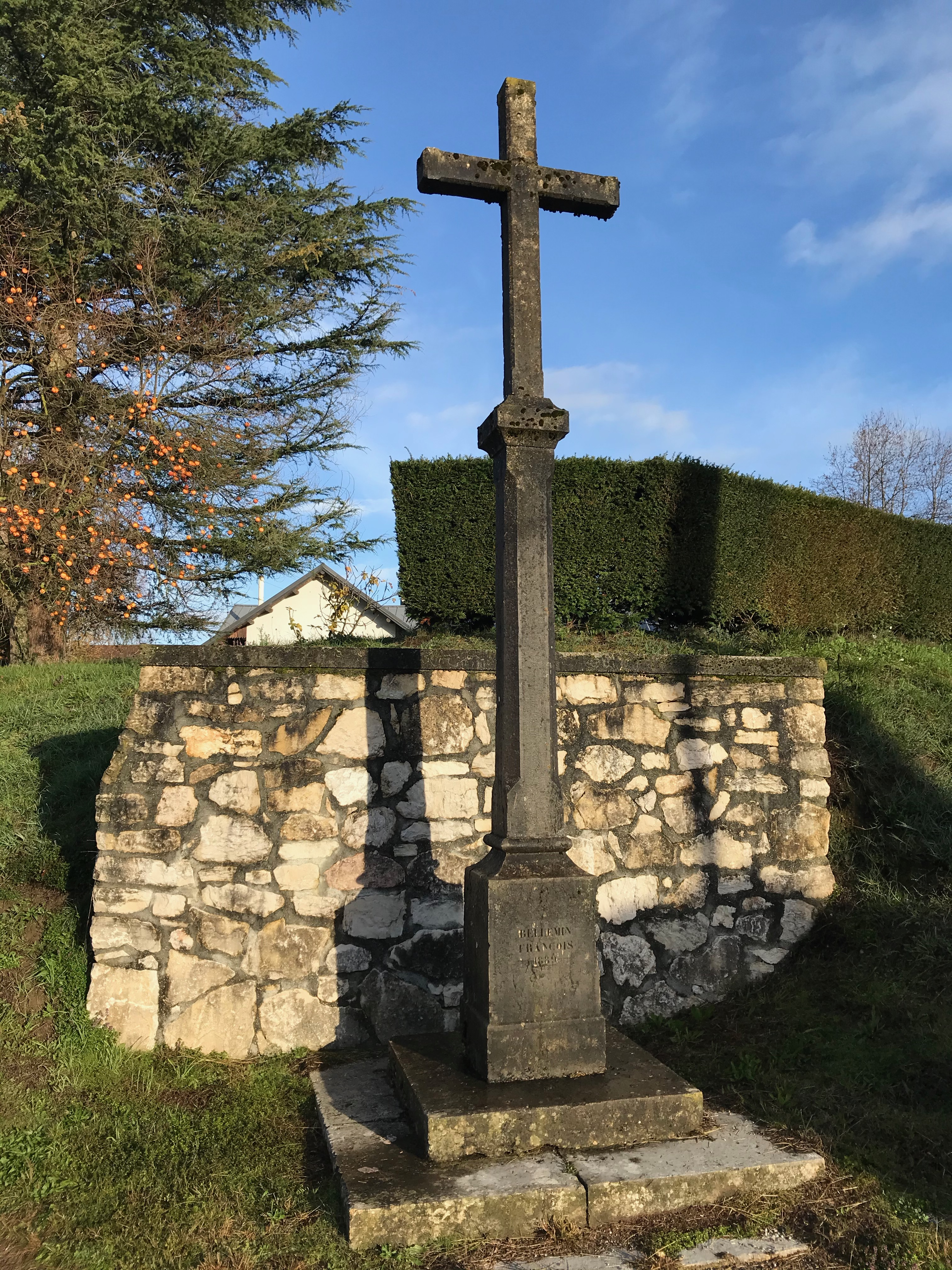
Croix Bellemin, Gubin.

Domessin dispose aussi de sentiers de randonnées permettant notamment de découvrir les coteaux domessinois, et le petit patrimoine dont des lavoirs et fontaines ainsi que de nombreuses maisons en pisé.

### Gastronomie
- Spécialité fromagère du village : « La Tommette de Domessin ». Fromage de Savoie, au lait de vache pasteurisé.

### Personnalités liées à la commune
- Louis Mandrin (1725-1755).